# Belenzinho
Belenzinho é um bairro da cidade de São Paulo localizado na região central adjacente à Paróquia São José do Belém, no distrito do Belém, administrado pela Subprefeitura da Mooca. 

## História
O bairro do Belenzinho, situado na zona leste de São Paulo, é uma área rica em história e diversidade cultural que se desenvolveu ao longo dos séculos. O nome "Belenzinho" deriva do bairro vizinho, Belém, que por sua vez foi nomeado em homenagem à Igreja São José do Belém, estabelecida em 14 de agosto de 1897 e um ponto central para a comunidade local.
O Belenzinho foi oficialmente criado em 26 de junho de 1899. No início do século XX, a população era de cerca de 10.000 pessoas, crescendo para quase 60.000 nos anos 1950 e 1960. O bairro é uma verdadeira mescla de imigrantes, incluindo portugueses, espanhóis, italianos, e mais recentemente, chineses e libaneses, distribuídos ao longo de seus 6 km² de área. As terras do Belenzinho faziam parte das chamadas Sesmarias, sendo seu antigo dono João Ramalho. O bairro nasceu a partir do Marco (rocio) de Meia Légua, com uma circunferência de 3,3 km de raio a partir da Praça da Sé (marco zero) em 1769.
Ao longo do tempo, o bairro passou por significativas transformações, pertencendo à Freguesia do Senhor Bom Jesus de Matozinhos do Brás. No final do século XIX e início do século XX, o Belenzinho era conhecido como uma "aprazível estância climática", com uma altitude de 750 metros acima do nível do mar, oferecendo um ambiente isolado, com ar puro e vastas áreas arborizadas.
A Vila Maria Zélia, um antigo bairro operário fundado em 1917, é um marco histórico do bairro. Considerada a única vila operária do gênero no país, a Vila Maria Zélia está em busca de revitalização. Embora tombada pelo Estado em 1992, muitos de seus prédios estão em ruínas ou desfigurados, mas um projeto de revitalização começou com uma exposição de fotos na Capela São José. A mais famosa fábrica do Belenzinho, parte da Vila Maria Zélia, foi a Companhia Nacional de Tecidos de Juta, fundada pelo industrial Jorge Street. A fábrica foi construída na confluência da Rua dos Prazeres com a Rua Cachoeira, em um terreno adquirido do Cel. Fortunato Goulart, operando de 1851 até 1986 e empregando 2.500 operários. Além de Street, foram primordiais também as atuações fabris dos empresários imigrantes Simeon Boyes e Francesco Matarazzo para o desenvolvimento da região.
Outros destaques do bairro incluem a Athleta, fundada em 1935 como Malharia Santa Isabel, que se tornou uma referência em moda esportiva nos anos 1940, e o Hospital Maternidade Leonor Mendes de Barros, inaugurado em 1944 para atender mulheres carentes. O Belenzinho também tinha o grandioso Cine Mônaco São José, um ponto de encontro cultural importante, e é conhecido por suas instituições educacionais, como o antigo Reformatório Modelo, que se transformou no Instituto Disciplinar e, posteriormente, na Fundação CASA.
Na várzea do rio Tietê, foram descobertas jazidas de areia ideais para a manufatura de vidro branco, levando ao estabelecimento de várias vidrarias no Belenzinho, como a Germânia e Cristais Cambé. O Belenzinho já foi um bairro bucólico, com áreas arborizadas e propriedades rurais, como a Rua 21 de Abril, que abrigava o famoso Minarete, uma república de estudantes e boêmios.

## Atualidade
Desde os anos 2000, o bairro do Belenzinho em São Paulo tem passado por diversas transformações que refletem tanto as mudanças urbanas quanto as sociais. Uma das principais características desse período foi o processo de gentrificação, que trouxe uma revitalização de áreas antigas e a construção de novos empreendimentos imobiliários. Isso resultou em uma valorização do mercado imobiliário local, atraindo um novo perfil de moradores e modificando a paisagem urbana.
O Belenzinho, que já foi um bairro predominantemente industrial, viu muitas de suas antigas fábricas serem transformadas em espaços culturais e residenciais. Essa transformação tem sido acompanhada por um movimento de resistência à verticalização, semelhante ao que ocorreu em outros bairros históricos de São Paulo, onde os moradores lutam para preservar a qualidade de vida e a identidade local.
Além disso, o bairro tem se beneficiado de melhorias na infraestrutura urbana, como a expansão das linhas de metrô e a modernização de vias públicas, que facilitaram o acesso e a mobilidade dos moradores.Essas mudanças contribuíram para que o Belenzinho se tornasse um local mais atrativo para jovens profissionais e famílias em busca de um ambiente urbano mais dinâmico e diversificado.
Culturalmente, o Belenzinho continua a ser um ponto de encontro para eventos artísticos e comunitários, mantendo viva a tradição de ser um bairro com forte identidade cultural. A presença de centros culturais e a realização de eventos locais ajudam a preservar a rica herança cultural do bairro, ao mesmo tempo em que promovem a integração entre os novos e antigos moradores.